# Microcercus russoi
Microcercus russoi là một loài chân đều trong họ Eubelidae. Loài này được Arcangeli miêu tả khoa học năm 1932.